# Spichlerz dworski w Bolechowicach
Spichlerz dworski w Bolechowicach – spichlerz ze wsi Bolechowice, w województwie małopolskim, w powiecie krakowskim, w gminie Zabierzów.
Obiekt wpisany został do rejestru zabytków nieruchomych województwa małopolskiego.
Drewniany spichlerz z 1763 roku rozebrano z zamiarem przeniesienia do projektowanego skansenu w krakowskich Krzesławicach. Obok posiadłości dworskiej zabezpieczono fragment muru dawnej stajni.